# Kosa Tendrowska
Kosa Tendrowska (ukr. Тендрівська коса, lub Тендра, Tendra) – ukraińska wyspa na Morzu Czarnym. Od lądu stałego oddziela ją Zatoka Tendrowska. Pod względem administracyjnym należy do obwodu chersońskiego.

## Geografia
Kosa Tendrowska jest wąską mierzeją (tzw. kosą), odciętą obecnie od lądu. Rozciąga się na długości 65 km, osiągając szerokość do 1,8 km. Jest piaszczysta i nizinna, z najwyższym wzniesieniem sięgającym 2,5 m n.p.m. Na wyspie rosną endemiczne gatunki roślin, lucerny i perłówki. Gnieździ się na niej wiele gatunków ptaków.

## Historia
W starożytności Kosa Tendrowska i wyspa Dżaryłgacz stanowiły jedno pasmo lądu. Grecy z pobliskiej kolonii w Olbii nazywali tę mierzeję „bieżnią Achillesa”. Znajdowała się na niej świątynia poświęcona temu herosowi. W 1790 roku w pobliżu wyspy miała miejsce bitwa morska między siłami rosyjskimi i tureckimi.